# Franziska Baumgarten
Franziska Baumgarten (Łódź, 26 november 1883 – Bern, 1 maart 1970) was een Zwitserse psychologe en hooglerares.

## Biografie
Franziska Baumgarten was een dochter van Rafal Baumgarten, een textielfabrikant, en van Liba Lubiner. In 1924 huwde ze Moritz Tramer.
Van 1905 tot 1911 studeerde ze filosofie en psychologie in Krakau, Parijs, Zürich, Bonn en Berlijn  (1905-1911). In 1910 doctoreerde ze aan de Universiteit van Zürich, waarna ze in 1929 haar habilitatie in de arbeidspsychologie behaalde aan de Universiteit van Bern. Van 1930 tot 1954 was ze docente arbeidspsychologie aan de Universiteit van Bern, waar ze in 1954 ereprofessor werd. Haar werken werden in verscheidene talen vertaald.
Vanaf 1922 was ze lid van het bestuur van de International Association of Applied Psychology, waarvan ze van 1946 tot 1951 secretaris was en vervolgens eresecretaris.

## Werken
- (fr)  Les examens d'aptitude professionnelle, 1931.
- (de)  Charakter und Charakterbildung, 1936.
- (fr)  Psychologie et facteur humain dans l'entreprise, 1948.
- (de)  Die Regulierungskräfte im Seelenleben, 1955.